# 潘帕斯
12°23′56″S 74°52′0″W / 12.39889°S 74.86667°W

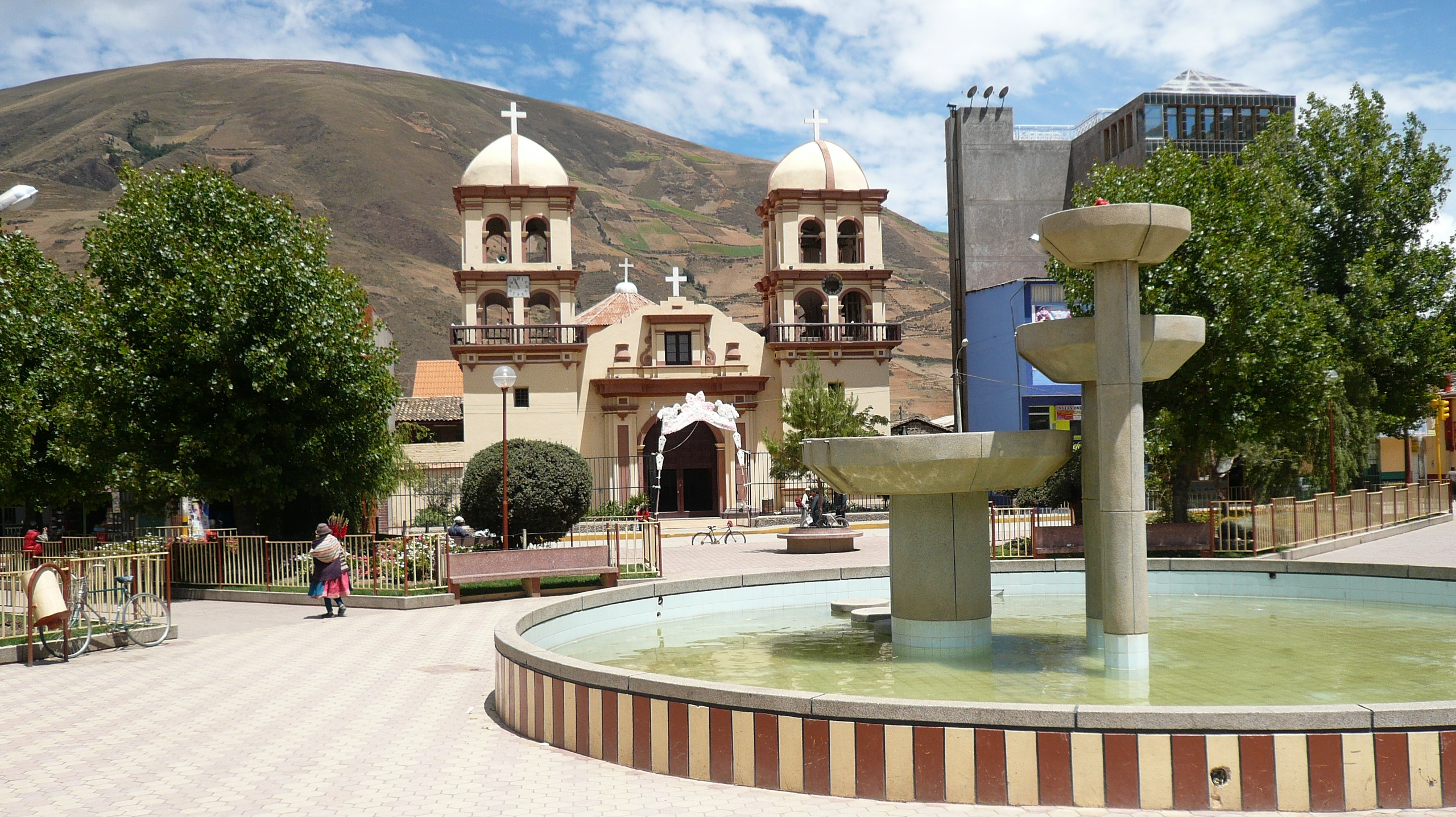

潘帕斯（西班牙語：Pampas），是秘魯的城市，位於該國中南部萬卡韋利卡大區，是塔亞卡哈省的首府，始建於1825年6月21日，面積52.26平方公里，人口11,566，人口密度為每平方公里221人。